# آيت لحسن آيت مسانة (تيغسالين)
آيت لحسن آيت مسانة هي إحدى مشيخات المملكة المغربية، تتبع جغرافيا لإقليم خنيفرة وإداريًا لتيغسالين. يقدر عدد سكانها بـ 2611 نسمة حسب الإحصاء الرسمي للسكان والسكنى لسنة 2004.